# Festival de Cine de Gdynia
El Festival de Cine de Gdynia (en polaco: Festiwal Polskich Filmów Fabularnych w Gdyni) es un festival de cine anual en la ciudad de Gdynia. Hasta 2011 se llamó Festival de Cine Polaco (Festiwal Polskich Filmów Fabularnych) y se celebró en la ciudad de Gdansk (1974-1986) y desde 1987 en la ciudad portuaria de Gdynia (Polonia).  En el bienio 1982-1983 no se celebró debido a la ley marcial. Los patrocinadores del festival son el Ministerio de Cultura y Patrimonio Nacional de Polonia, el Instituto de Cine Polaco (PISF), la Asociación de Cineastas Polacos, el gobierno del Voivodato de Pomerania, así como la autoridad portuaria de Gdynia.
El máximo premio del festival es el Gran Premio Leones de Oro (en polaco: Złote Lwy), que es diferente del Águila (en polako: Orzeł), otorgado en la etapa de los premios del Cine Polaco y el Festival de Cine Polaco de Seattle (Seattle es la ciudad hermana de Gdynia).  Entre los premios especiales se incluyen el León de Platino (Platynowe Lwy), otorgado por logros de toda una vida, así como el Premio del Público. Krzysztof Kieślowski y Agnieszka Holland son hasta ahora los únicos directores de cine que han sido galardonados con el Gran Premio tres veces. En 2020, Kill It and Leave This Town de Mariusz Wilczyński se convirtió en la primera película de animación en la historia del festival en recibir el premio Leones de Oro a la Mejor Película.
El jurado para la edición de 2008 fue presidido por Robert Gliński, director ganador años atrás.

## Ganadores
El Premio Golden Lions no se otorgó en seis ocasiones: en 1976, cuatro películas recibieron los Premios Principales (Polaco: Nagroda Główna), las películas que recibieron esta distinción fueron Jerzy Łomnicki Ocalić miasto, Marek Piwowski's Przepraszam, ¿czy tu biją?, Andrzej Wajda's Smuga cienia y Mieczysław Waśkowski's Hazardziści; las ediciones de 1989, 1991 y 1996 quedaron desiertas.
| Año  | Director                               | Título original                                         | Título en inglés                             | Fuente |
| ---- | -------------------------------------- | ------------------------------------------------------- | -------------------------------------------- | ------ |
| 1974 | Jerzy Hoffman                          | Potop                                                   | The Deluge                                   | [ 4 ]  |
| 1975 | Andrzej Wajda                          | Ziemia obiecana                                         | The Promised Land                            | [ 5 ]  |
| 1975 | Jerzy Antczak                          | Dnie i noce                                             | Nights and Days                              | [ 6 ]  |
| 1976 | No award                               | –                                                       | –                                            | –      |
| 1977 | Krzysztof Zanussi                      | Barwy ochronne                                          | Camouflage                                   | [ 7 ]  |
| 1978 | Stanisław Różewicz                     | Pasja                                                   | Passion                                      | [ 8 ]  |
| 1978 | Andrzej Wajda                          | Bez znieczulenia                                        | Without Anesthesia                           | [ 9 ]  |
| 1979 | Krzysztof Kieślowski                   | Amator                                                  | Camera Buff                                  | [ 10 ] |
| 1980 | Kazimierz Kutz                         | Paciorki jednego różańca                                | The Beads of One Rosary                      | [ 11 ] |
| 1981 | Agnieszka Holland                      | Gorączka                                                | Fever                                        | [ 12 ] |
| 1982 | Cancelled                              | –                                                       | –                                            | –      |
| 1983 | Cancelled                              | –                                                       | –                                            | –      |
| 1984 | Jerzy Kawalerowicz                     | Austeria                                                | Austeria                                     | [ 13 ] |
| 1985 | Stanisław Różewicz                     | Kobieta w kapeluszu                                     | Woman in a Hat                               | [ 14 ] |
| 1986 | Witold Leszczyński                     | Siekierezada                                            | Siekierezada                                 | [ 15 ] |
| 1987 | Janusz Zaorski                         | Matka Królów                                            | The Mother of Kings                          | [ 16 ] |
| 1988 | Krzysztof Kieślowski                   | Krótki film o miłości                                   | A Short Film About Love                      | [ 17 ] |
| 1988 | Krzysztof Kieślowski                   | Krótki film o zabijaniu                                 | A Short Film About Killing                   | [ 18 ] |
| 1989 | No award                               | –                                                       | –                                            | –      |
| 1990 | Wojciech Marczewski                    | Ucieczka z kina "Wolność"                               | Escape from the 'Liberty' Cinema             | [ 19 ] |
| 1991 | No award                               | –                                                       | –                                            | –      |
| 1992 | Robert Gliński                         | Wszystko co najważniejsze                               | All That Really Matters                      | [ 20 ] |
| 1993 | Radosław Piwowarski                    | Kolejność uczuć                                         | The Order of Feelings                        | [ 21 ] |
| 1993 | Grzegorz Królikiewicz                  | Przypadek Pekosińskiego                                 | The Pekosiński's Case                        | [ 22 ] |
| 1994 | Kazimierz Kutz                         | Zawrócony                                               | Reverted                                     | [ 23 ] |
| 1995 | Juliusz Machulski                      | Girl Guide                                              | Girl Guide                                   | [ 24 ] |
| 1996 | No award                               | –                                                       | –                                            | –      |
| 1997 | Jerzy Stuhr                            | Historie miłosne                                        | Love Stories                                 | [ 25 ] |
| 1998 | Jan Jakub Kolski                       | Historia kina w Popielawach                             | The History of the Cinema in Popielawy       | [ 26 ] |
| 1999 | Krzysztof Krauze                       | Dług                                                    | The Debt                                     | [ 27 ] |
| 2000 | Krzysztof Zanussi                      | Życie jako śmiertelna choroba przenoszona droga płciową | Life as a Fatal Sexually Transmitted Disease | [ 28 ] |
| 2001 | Robert Gliński                         | Cześć, Tereska                                          | Hi, Tereska                                  | [ 29 ] |
| 2002 | Marek Koterski                         | Dzień świra                                             | Day of the Wacko                             | [ 30 ] |
| 2003 | Dariusz Gajewski                       | Warszawa                                                | Warsaw                                       | [ 31 ] |
| 2004 | Magdalena Piekorz                      | Pręgi                                                   | Welts                                        | [ 32 ] |
| 2005 | Feliks Falk                            | Komornik                                                | The Collector                                | [ 33 ] |
| 2006 | Joanna Kos-Krauze and Krzysztof Krauze | Plac Zbawiciela                                         | Saviour Square                               | [ 34 ] |
| 2007 | Andrzej Jakimowski                     | Sztuczki                                                | Tricks                                       | [ 35 ] |
| 2008 | Waldemar Krzystek                      | Mała Moskwa                                             | Little Moscow                                | [ 36 ] |
| 2009 | Borys Lankosz                          | Rewers                                                  | Reverse                                      | [ 37 ] |
| 2010 | Jan Kidawa-Błoński                     | Różyczka                                                | Little Rose                                  | [ 38 ] |
| 2011 | Jerzy Skolimowski                      | Essential Killing                                       | Essential Killing                            | [ 39 ] |
| 2012 | Agnieszka Holland                      | W ciemności                                             | In Darkness                                  | [ 40 ] |
| 2013 | Paweł Pawlikowski                      | Ida                                                     | Ida                                          | [ 41 ] |
| 2014 | Łukasz Palkowski                       | Bogowie                                                 | Gods                                         | [ 42 ] |
| 2015 | Małgorzata Szumowska                   | Body/Ciało                                              | Body                                         | [ 43 ] |
| 2016 | Jan P. Matuszyński                     | Ostatnia rodzina                                        | The Last Family                              | [ 44 ] |
| 2017 | Piotr Domalewski                       | Cicha noc                                               | The Silent Night                             | [ 45 ] |
| 2018 | Paweł Pawlikowski                      | Zimna wojna                                             | Cold War                                     | [ 46 ] |
| 2019 | Agnieszka Holland                      | Obywatel Jones                                          | Mr. Jones                                    | [ 47 ] |
| 2020 | Mariusz Wilczyński                     | Zabij to i wyjedź z tego miasta                         | Kill It and Leave This Town                  | [ 48 ] |
| 2021 | Łukasz Ronduda and Łukasz Gutt         | Wszystkie nasze strachy                                 | All Our Fears                                | [ 49 ] |
| 2022 | Agnieszka Smoczyńska                   | The Silent Twins                                        | The Silent Twins                             | [ 50 ] |
| 2023 | Paweł Maślona                          | Kos                                                     | Kos                                          | [ 51 ] |

## Galería

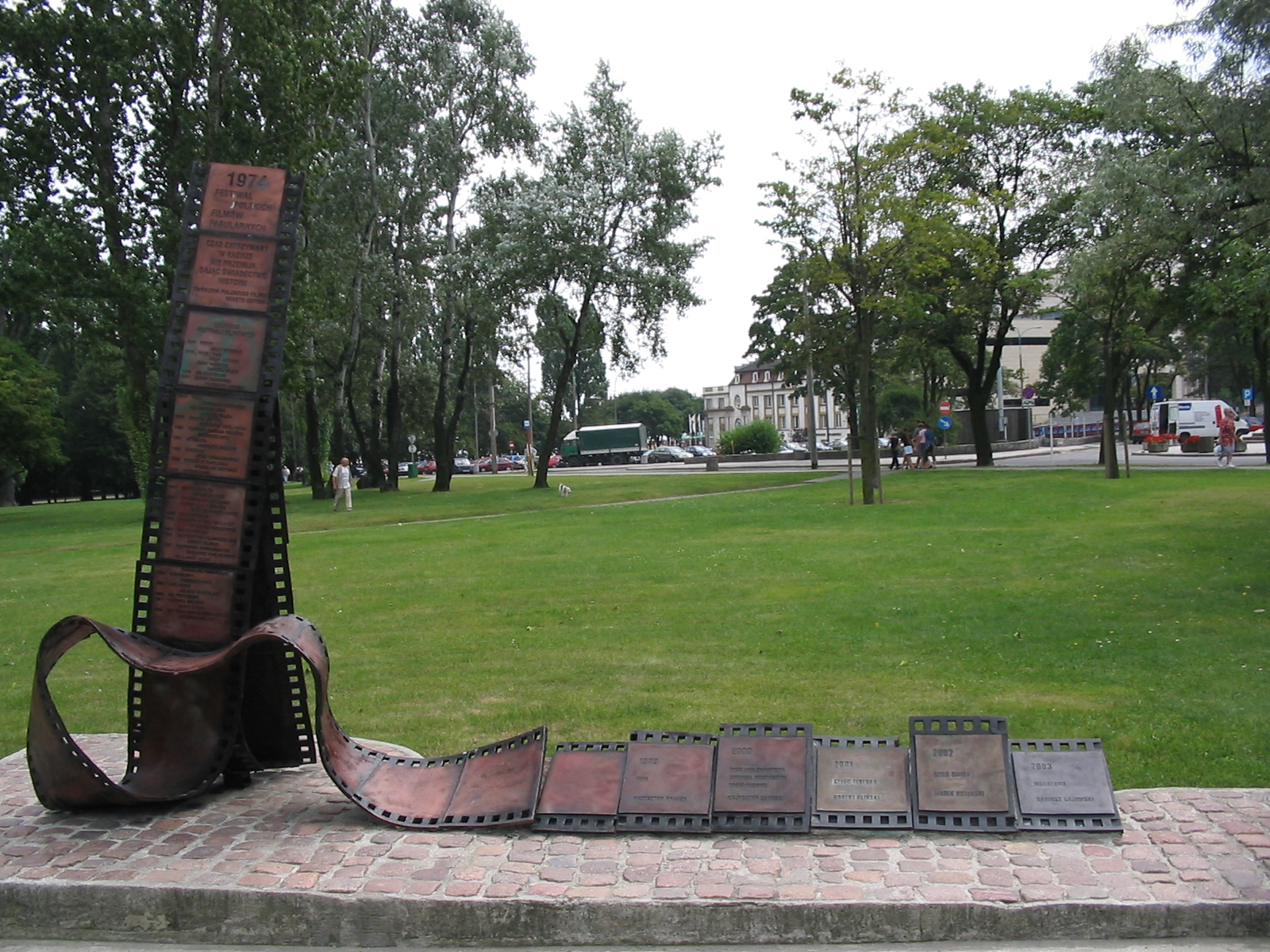
Estatuilla conmemorativa de los premios en Gdynia
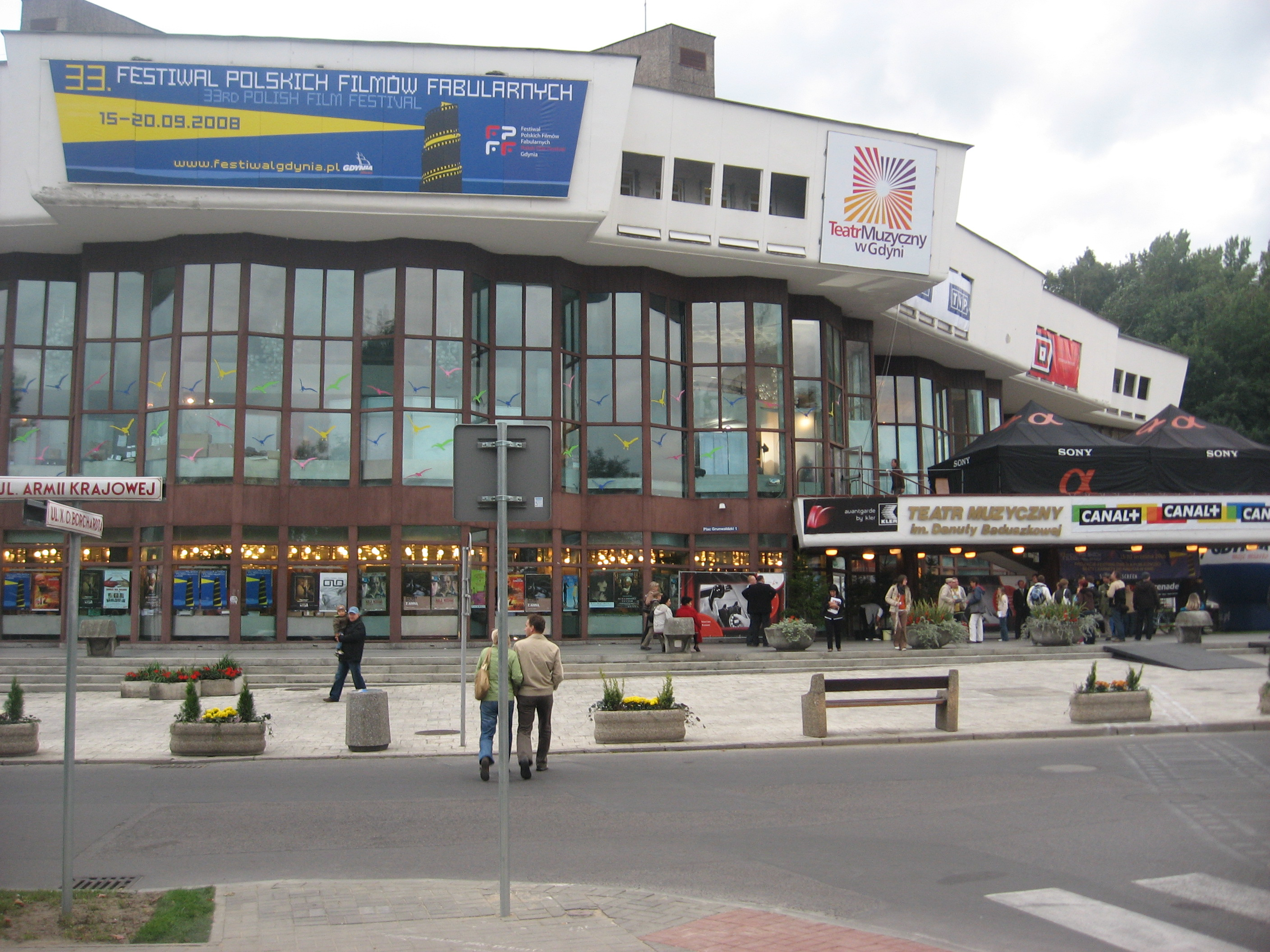
Teatro musical en Gdynia con motivo del festival
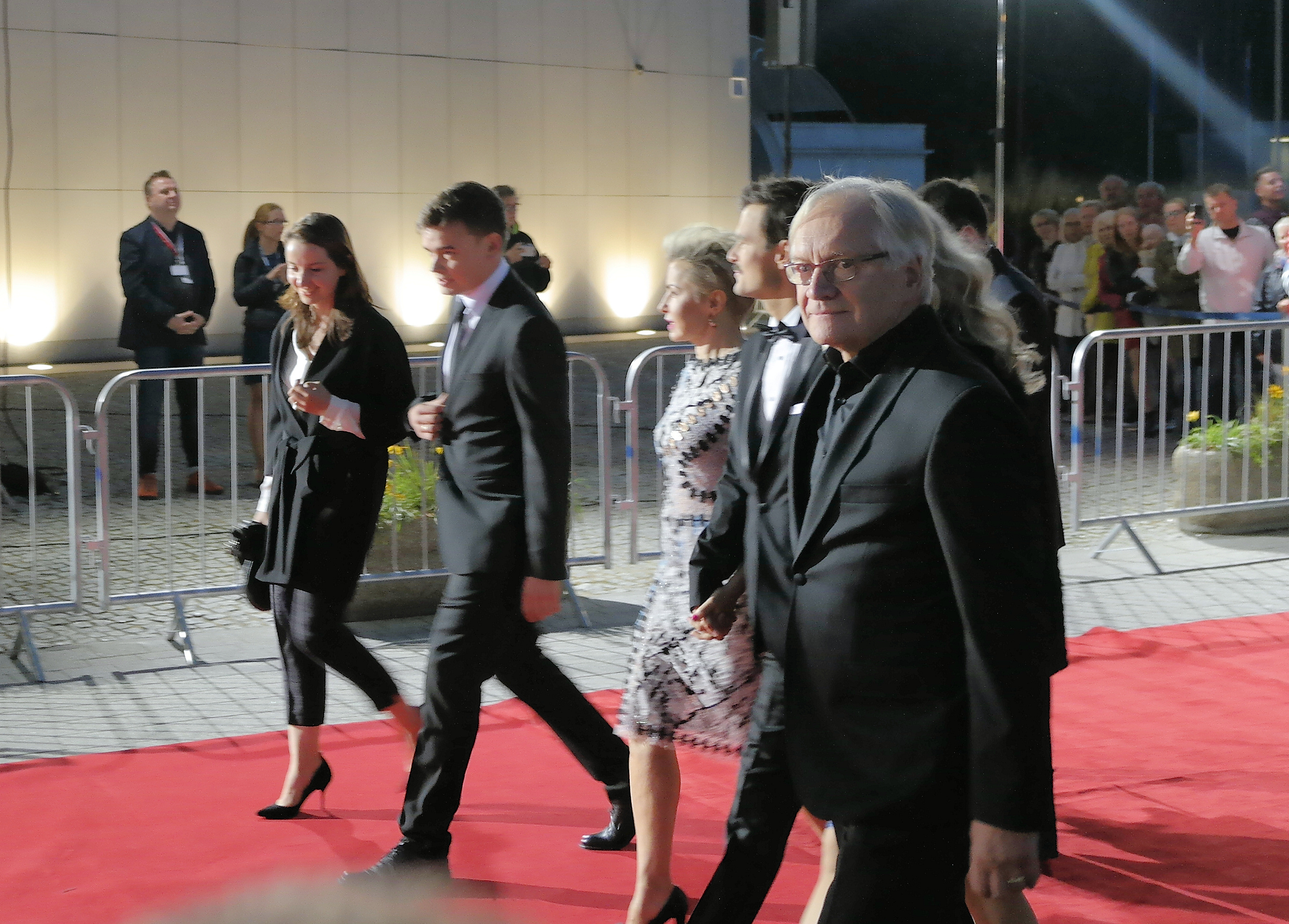
Andrzej Seweryn, premiado en 2016
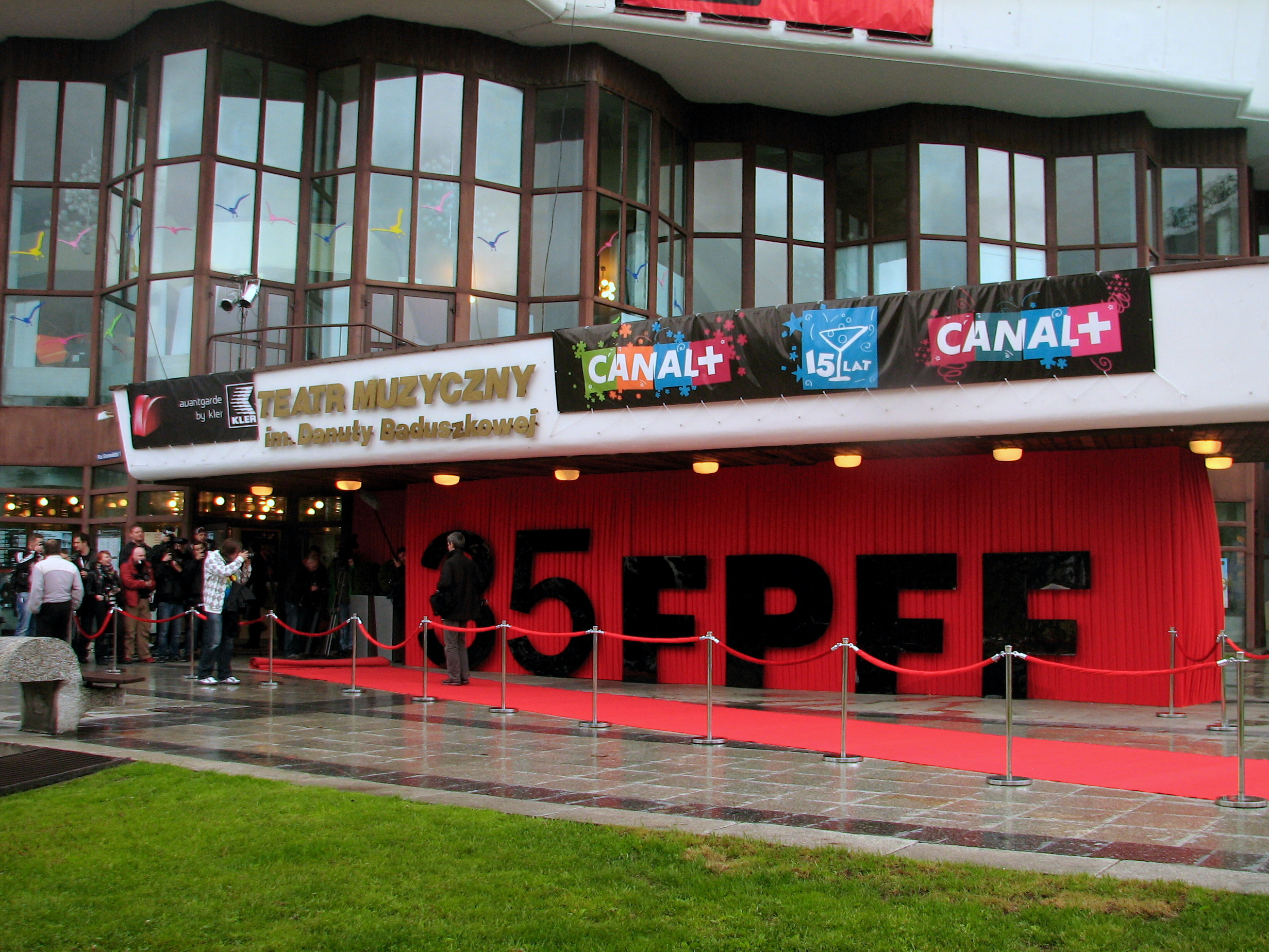
Entrada